# Fruitadens
Fruitadens ("zub od města Fruita") byl rod velmi malého ptakopánvého dinosaura, patřícího do čeledi Heterodontosauridae. Žil v období svrchní jury na území dnešního amerického Colorada.

## Popis
Fruitadens byl jedním z nejmenších dosud známých ptakopánvých dinosaurů, neboť v dospělosti dosahoval délky jen 65 až 75 centimetrů a hmotnosti asi 0,5 až 0,8 kilogramu. Byl jedním z posledních zástupců své čeledi a žil na území dnešní Severní Ameriky (stát Colorado, USA). Byl zřejmě rychlým všežravcem, živícím se rozmanitou potravou. Zkameněliny čtyř jedinců fruitadenta byly objeveny již v 70. a 80. letech minulého století, popsány byly v roce 2009 Richardem Butlerem a jeho kolegy.

### Česká literatura
- SOCHA, Vladimír (2021). Dinosauři – rekordy a zajímavosti. Nakladatelství Kazda, str. 48-49.